# Zdrojewo (województwo kujawsko-pomorskie)
Zdrojewo (niem. Sprindt) – wieś kociewska w Polsce położona w województwie kujawsko-pomorskim, w powiecie świeckim, w gminie Nowe, przy trasie drogi krajowej nr 91. Wieś jest siedzibą sołectwa Zdrojewo. Według Narodowego Spisu Powszechnego (III 2011 r.) wieś liczyła 378 mieszkańców. Jest piątą co do wielkości miejscowością gminy Nowe.
W latach 1975–1998 miejscowość administracyjnie należała do województwa bydgoskiego.